# Клыки ночи
«Клыки ночи» (англ. Night Teeth) — американский триллер 2021 года, снятый Адамом Рэндаллом по сценарию Брента Диллона. В главных ролях — Хорхе Лендеборг мл., Дебби Райан, Люси Фрай, Алфи Аллен и Рауль Кастильо. Премьера прошла 20 октября 2021 года на Netflix. Фильм получил смешанные отзывы кинокритиков.

## Сюжет
Бенни, внештатный водитель, нанятый подругами Блэр и Зои для того, чтобы отвезти их в несколько популярных ночных клубов Лос-Анджелеса. Когда Бенни понимает, что его пассажиры на самом деле являются многовековыми вампирами, он быстро оказывается вовлечённым в борьбу за власть между вампирами города, и ему приходится объединиться с девушками для того, чтобы просто остаться в живых.

## В ролях
- Хорхе Лендеборг мл. — Бенни Перес
- Дебби Райан — Блэр
- Люси Фрай — Зои
- Алфи Аллен — Виктор
- Сидни Суини — Ева
- Рауль Кастильо — Джей Перес
- Александр Людвиг — Рокко
- Меган Фокс — Грейс
- Брайан Батт — Джио
- Марлен Форте — бабушка
- Дэйн Родс — офицер Андерсон

## Производство
В августе 2019 года было объявлено, что Адам Рэндалл выступит режиссёром фильма по сценарию Брента Диллона, а Netflix займётся дистрибуцией. В феврале 2020 года Хорхе Лендеборг мл., Дебби Райан, Люси Фрай, Алфи Аллен и Рауль Кастильо присоединились к актёрскому составу. В июле 2020 года Александр Людвиг, Брайан Батт и Марлен Форте присоединились к актёрскому составу.

### Съёмки
Съёмочный период начался в феврале 2020 года в Новом Орлеане и Лос-Анджелесе. Позже в том же году производство было остановлено из-за пандемии COVID-19.